# Flotta della Marina Militare
La flotta della Marina Militare è il complesso delle diverse unità appartenenti alla Marina Militare. Esse sono divise in unità di squadra, inquadrate nella Squadra navale alle dipendenze del CINCNAV, e unità dipartimentali, a disposizione dei vari dipartimenti.

## Classificazione

### Navi militari e navi da guerra
1. Sono navi militari quelle che hanno i seguenti requisiti:
a) sono iscritte nel ruolo del naviglio militare, classificate, per la Marina Militare, in base alle caratteristiche costruttive e d'impiego, in:
- navi di prima linea,
- navi di seconda linea
- naviglio specialistico

e collocate nelle categorie e nelle posizioni stabilite con decreto del Ministro della difesa;
b) sono comandate ed equipaggiate da personale militare, sottoposto alla relativa disciplina;
c) recano i segni distintivi della Marina militare o di altra forza armata o di forza di polizia a ordinamento militare.
2. Per "nave da guerra" si intende una nave che appartiene alle forze armate di uno Stato, che porta i segni distintivi esteriori delle navi militari della sua nazionalità ed è posta sotto il comando di un ufficiale di marina al servizio dello Stato e iscritto nell'apposito ruolo degli ufficiali o in documento equipollente, il cui equipaggio è sottoposto alle regole della disciplina militare.
3. La nave da guerra costituisce una parte del territorio dello Stato.

#### Navi armate e navi in disponibilità
Le navi, secondo le loro condizioni nei riguardi degli effettivi del personale e dell'efficienza del materiale, si distinguono nel modo seguente:
a) navi armate;
b) navi in disponibilità

#### Assegnazione delle unità navali
La costituzione delle forze navali armate e del naviglio in disponibilità, l'assegnazione ai servizi costieri e al naviglio sussidiario, è stabilita dal capo di stato maggiore della Marina Militare.

#### Radiazione dal ruolo del naviglio militare
Sono radiate dai ruoli del naviglio militare, le unità che, iscritte con decreto del Ministro della difesa nel ruolo del naviglio militare dello Stato all'atto della consegna, a giudizio del Ministro della difesa, sentito il parere del Capo di stato maggiore della Marina Militare, non possono più rendere utili servizi in rapporto alla spesa di manutenzione e di esercizio. Le navi radiate possono essere temporaneamente impiegate come navi caserme, o per servizi non bellici.

### Requisizione del naviglio mercantile
In caso di guerra o di grave crisi internazionale, può essere disposta la requisizione delle navi nazionali, ovunque esse siano, e dei galleggianti che si trovino nelle acque territoriali dello Stato.
La requisizione può avere per oggetto la proprietà della nave o del galleggiante, da parte dello Stato, oppure l'uso temporaneo della nave o del galleggiante, con o senza equipaggio, o con una parte di questo.
La requisizione può essere fatta in proprietà quando per la durata, per lo scopo cui è preordinata ovvero per la natura della cosa, l'amministrazione ravvisi una sua maggiore convenienza economica.
La requisizione può avere a oggetto la prestazione di trasporto obbligatorio su una nave o su un galleggiante determinato, non requisito, di un carico che ne importi la parziale utilizzazione.
Il Ministro delle infrastrutture e dei trasporti ha facoltà di disporre, con proprio decreto, sulle navi o galleggianti non requisiti, l'assoluta precedenza al trasporto di uomini, quadrupedi e materiali, per esigenze delle amministrazioni dello Stato, sui percorsi che dette navi o galleggianti compiono per effetto del loro normale impiego.

### Flotte di altri corpi a ordinamento militare
- La flotta della Guardia di Finanza, composta da: 5 pattugliatori d'altura, 74 guarda coste, 248 vedette, e da 4 navi scuola
- La flotta della Guardia Costiera, composta da: 7 pattugliatori d'altura, 30  guarda coste, 266 vedette, e da 240 unita minori
- La flotta dell'Arma dei Carabinieri
- La flotta del esercito italiano

## Denominazione ufficiale delle unità navali
Per lunga tradizione, tutte le navi della flotta della Marina Militare italiana vengono denominate ufficialmente usando il termine "Nave" (maiuscolo e non preceduto da articolo) seguito dal nome dell'unità (ad esempio, "Nave Garibaldi"), oppure in forma abbreviata usando il solo nome dell'unità preceduto sempre dall'articolo maschile ("il Garibaldi"); quando il nome della nave è preceduto dal tipo di imbarcazione, si è comunque soliti impiegare l'articolo femminile qualora il tipo sia di genere grammaticale femminile ("la portaerei Garibaldi"). Nel linguaggio comune, e nei mezzi di informazione non strettamente collegati alla Marina Militare, è invece maggiormente diffuso l'uso di riferirsi alle navi militari italiane sempre con il genere grammaticale riferito al tipo di imbarcazione in questione, impiegando l'articolo ora maschile ora femminile quando si cita la nave con il solo nome (dando così per sottinteso il suo tipo): così, "la portaerei Garibaldi" viene resa come "la Garibaldi" e "il cacciatorpediniere Caio Duilio" viene reso come "il Caio Duilio".
Non è chiaro come sia nata questa tradizione. Per lungo tempo la Regia Marina non ebbe alcuna regola formale circa il genere delle navi né un orientamento prevalente tra i suoi autori, tanto che negli stessi scritti si ricorreva spesso contemporaneamente sia all'articolo maschile sia a quello femminile, attenendosi al genere grammaticale del tipo di nave o a quello del nome proprio riferito a essa; quando il nome dell'imbarcazione era fatto precedere dall'espressione "Regia Nave" o "R. N." l'articolo utilizzato era comunque sempre quello femminile ("la R. N. Trento"), in questo imitando l'usanza della Royal Navy britannica di impiegare sempre il femminile per le sue unità navali in quanto tutte indifferentemente considerate "navi di sua maestà" (His Majesty's Ship o HMS) quale che fosse il loro tipo. L'uso dell'articolo maschile sempre e comunque sembra abbia preso piede tra le autorità della Marina durante il ventennio fascista, sia come forma di differenziazione dai rivali britannici sia come modo per assecondare la tendenza del regime a esaltare le raffigurazioni "maschie" e "virili"; permase comunque in merito la totale assenza di esplicite direttive prescrittive, tanto che diversi autorevoli esponenti della Marina stessa proseguirono a impiegare l'articolo femminile nei loro scritti. La tradizione del ricorso esclusivo all'articolo maschile si sarebbe consolidata solo nel secondo dopoguerra senza una ragione precisa, ed è oggi universalmente accettata da tutti gli esponenti della Marina Militare.

## Distintivi ottici
Le navi della Marina Militare utilizzavano inizialmente come distintivo ottico due lettere. A seguito dell'entrata dell'Italia nella NATO, il distintivo ottico divenne di tipo numerico.
Gli incrociatori e successivamente le portaerei classificate come incrociatori portaeromobili sono contraddistinti dalla lettera C  seguita da tre cifre, la prima delle quali è 5.
I cacciatorpediniere dalla lettera D seguita da tre cifre, la prima delle quali è 5.
Le unità di scorta come le fregate, le corvette e le torpediniere dalla lettera F seguita da tre cifre, la prima delle quali è 5.
Le unità da pattugliamento come pattugliatori, motocannoniere e motosiluranti dalla lettera P seguita da tre cifre, la prima delle quali è 4.
Le unità di lotta alle mine dalla lettera M seguita da quattro cifre, la prima delle quali è 5.
Le navi ausiliarie, quali navi scuola, navi da rifornimento, navi idrografiche dalla lettera A seguita da quattro cifre, la prima delle quali è 5.
Le navi da trasporto e anfibie dalla lettera L seguita da quattro cifre, la prima delle quali è 9.
I rimorchiatori dalla lettera Y seguita da tre cifre, la prima delle quali è 4.

## Unità navali in attività
La flotta della Marina Militare è composta da 8 sottomarini, 1 portaerei STOVL, 1 portaelicotteri da assalto anfibio (LHD), 3 navi d'assalto anfibio, 3 cacciatorpediniere missilistici, 14 fregate, 9 pattugliatori d'altura, 4 pattugliatori costieri e 10 cacciamine. In totale la flotta operativa si compone di 52 navi, organizzati in 2 gruppi da battaglia con capacità d'altura e almeno 3 gruppi di spedizione anfibia.

### Sottomarini
| Distintivo ottico | Nave                          | Immagine    | Tipo        | Classe        | Dislocamento | Anno di entrata in servizio | Base        | Anno di prevista dismissione |
| Sottomarini       | Sottomarini                   | Sottomarini | Sottomarini | Sottomarini   | Sottomarini  | Sottomarini                 | Sottomarini | Sottomarini                  |
| ----------------- | ----------------------------- | ----------- | ----------- | ------------- | ------------ | --------------------------- | ----------- | ---------------------------- |
| S 522             | Salvatore Pelosi              |             | Sottomarini | Classe Sauro  | 1 667 t      | 1988                        | Taranto     | 2028                         |
| S 523             | Giuliano Prini                |             | Sottomarini | Classe Sauro  | 1 667 t      | 1989                        | Taranto     | 2030                         |
| S 524             | Primo Longobardo              |             | Sottomarini | Classe Sauro  | 1 867 t      | 1993                        | Taranto     | 2034                         |
| S 525             | Gianfranco Gazzana Priaroggia |             | Sottomarini | Classe Sauro  | 1 867 t      | 1995                        | Taranto     | 2036                         |
| S 526             | Salvatore Todaro              |             | Sottomarini | Classe Todaro | 1 830 t      | 2006                        | Augusta     |                              |
| S 527             | Scirè                         |             | Sottomarini | Classe Todaro | 1 830 t      | 2007                        | Augusta     |                              |
| S 528             | Pietro Venuti                 |             | Sottomarini | Classe Todaro | 1 850 t      | 2016                        | Taranto     |                              |
| S 529             | Romeo Romei                   |             | Sottomarini | Classe Todaro | 1 850 t      | 2017                        | Taranto     |                              |

### Navi
| Distintivo ottico           | Nave                        | Immagine                    | Tipo                                   | Classe                                    | Dislocamento                | Anno di entrata in servizio | Base                        | Anno di prevista dismissione              |
| Portaerei e portaelicotteri | Portaerei e portaelicotteri | Portaerei e portaelicotteri | Portaerei e portaelicotteri            | Portaerei e portaelicotteri               | Portaerei e portaelicotteri | Portaerei e portaelicotteri | Portaerei e portaelicotteri | Portaerei e portaelicotteri               |
| --------------------------- | --------------------------- | --------------------------- | -------------------------------------- | ----------------------------------------- | --------------------------- | --------------------------- | --------------------------- | ----------------------------------------- |
| 550                         | Cavour                      |                             | Portaerei STOVL                        | Uniche                                    | 30 100 t                    | 2009                        | Taranto                     |                                           |
| L9890                       | Trieste                     |                             | LHD                                    | Uniche                                    | 38 000 t                    | 2024                        | La Spezia                   |                                           |
| Navi anfibie                |                             |                             |                                        |                                           |                             |                             |                             |                                           |
| L 9892                      | San Giorgio                 |                             | Landing Platform Dock                  | Classe San Giorgio                        | 7 960 t                     | 1987                        | Brindisi                    |                                           |
| L 9893                      | San Marco                   |                             | Landing Platform Dock                  | Classe San Giorgio                        | 7 960 t                     | 1988                        | Brindisi                    |                                           |
| L 9894                      | San Giusto                  |                             | Landing Platform Dock                  | Unica (derivata dalla Classe San Giorgio) | 8 000 t                     | 1994                        | Brindisi                    |                                           |
| Mezzi da sbarco             |                             |                             |                                        |                                           |                             |                             |                             |                                           |
|                             | 4 mezzi                     |                             | Landing Craft Mechanized               | classe LC23                               | 200 t                       |                             |                             |                                           |
|                             | 9 mezzi                     |                             | Landing Craft Mechanized               | classe LCM                                | 76 t                        | 2010-2012                   |                             |                                           |
|                             | 8 mezzi                     |                             | Landing Craft Mechanized               | classe MTM 217                            | 65 t                        | 1968                        |                             |                                           |
|                             | 20 mezzi                    |                             | Landing Craft Vehicle Personnel        | classe MP 96                              | 14 t                        | 1990s                       |                             |                                           |
| Cacciatorpediniere          |                             |                             |                                        |                                           |                             |                             |                             |                                           |
| D 553                       | Andrea Doria                |                             | Cacciatorpediniere lanciamissili       | Classe Orizzonte                          | 7 050 t                     | 2007                        | Taranto                     |                                           |
| D 554                       | Caio Duilio                 |                             | Cacciatorpediniere lanciamissili       | Classe Orizzonte                          | 7 050 t                     | 2010                        | La Spezia                   |                                           |
| D 561                       | Francesco Mimbelli          |                             | Cacciatorpediniere lanciamissili       | Classe Durand de la Penne                 | 5 400 t                     | 1993                        | Taranto                     | 2026                                      |
| Fregate                     |                             |                             |                                        |                                           |                             |                             |                             |                                           |
| F 590                       | Carlo Bergamini             |                             | Fregata missilistica multiruolo        | Classe Bergamini                          | 6 900 t                     | 2013                        | Taranto                     |                                           |
| F 591                       | Virginio Fasan              |                             | Fregate missilistiche antisommergibile | Classe Bergamini                          | 6 900 t                     | 2013                        | La Spezia                   |                                           |
| F 592                       | Carlo Margottini            |                             | Fregate missilistiche antisommergibile | Classe Bergamini                          | 6 900 t                     | 2014                        | La Spezia                   |                                           |
| F 593                       | Carabiniere                 |                             | Fregate missilistiche antisommergibile | Classe Bergamini                          | 6 900 t                     | 2015                        | Taranto                     |                                           |
| F 594                       | Alpino                      |                             | Fregate missilistiche antisommergibile | Classe Bergamini                          | 6 900 t                     | 2016                        | Taranto                     |                                           |
| F 595                       | Luigi Rizzo                 |                             | Fregate missilistiche multiruolo       | Classe Bergamini                          | 6 900 t                     | 2017                        | La Spezia                   |                                           |
| F 596                       | Federico Martinengo         |                             | Fregate missilistiche multiruolo       | Classe Bergamini                          | 6 900 t                     | 2018                        | Taranto                     |                                           |
| F 597                       | Antonio Marceglia           |                             | Fregate missilistiche multiruolo       | Classe Bergamini                          | 6 900 t                     | 2019                        | La Spezia                   |                                           |
| F 598                       | Spartaco Schergat           |                             | Fregate missilistiche multiruolo +     | Classe Bergamini                          | 6 900 t                     | 2025                        |                             |                                           |
| F 599                       | Emilio Bianchi              |                             | Fregate missilistiche multiruolo +     | Classe Bergamini                          | 6 900 t                     | 2025                        |                             |                                           |
| P 430                       | Paolo Thaon di Revel        |                             | Pattugliatori polivalenti d'altura     | Classe Thaon di Revel                     | 5 830 t                     | 2022                        | Taranto                     | PPA Light (saranno aggiornati a PPA Full) |
| P 431                       | Francesco Morosini          |                             | Pattugliatori polivalenti d'altura     | Classe Thaon di Revel                     | 5 830 t                     | 2022                        | Taranto                     | PPA Light (saranno aggiornati a PPA Full) |
| P 432                       | Raimondo Montecuccoli       |                             | Pattugliatori polivalenti d'altura     | Classe Thaon di Revel                     | 5 880 t                     | 2023                        | La Spezia                   | PPA Light+                                |
| P 434                       | Giovanni dalle Bande Nere   |                             | Pattugliatori polivalenti d'altura     | Classe Thaon di Revel                     | 6 270 t                     | 2024                        | La Spezia                   | PPA Full                                  |
| Pattugliatori d'altura      |                             |                             |                                        |                                           |                             |                             |                             |                                           |
| P 409                       | Sirio                       |                             | Pattugliatori d'altura                 | Classe Sirio                              | 1 518 t                     | 2003                        | Augusta                     |                                           |
| P 410                       | Orione                      |                             | Pattugliatori d'altura                 | Classe Sirio                              | 1 518 t                     | 2003                        | Augusta                     |                                           |
| P 490                       | Comandante Cigala Fulgosi   |                             | Pattugliatori d'altura                 | Classe Comandanti                         | 1 512 t                     | 2001                        | Augusta                     |                                           |
| P 491                       | Comandante Borsini          |                             | Pattugliatori d'altura                 | Classe Comandanti                         | 1 512 t                     | 2001                        | Augusta                     |                                           |
| P 492                       | Comandante Bettica          |                             | Pattugliatori d'altura                 | Classe Comandanti                         | 1 512 t                     | 2002                        | Augusta                     |                                           |
| P 493                       | Comandante Foscari          |                             | Pattugliatori d'altura                 | Classe Comandanti                         | 1 512 t                     | 2002                        | Augusta                     |                                           |
| P 401                       | Cassiopea                   |                             | Pattugliatori d'altura                 | Classe Cassiopea                          | 1 500 t                     | 1989                        | Augusta                     | 2028                                      |
| P 403                       | Spica                       |                             | Pattugliatori d'altura                 | Classe Cassiopea                          | 1 500 t                     | 1991                        | Messina                     | 2030                                      |
| P 404                       | Vega                        |                             | Pattugliatori d'altura                 | Classe Cassiopea                          | 1 500 t                     | 1990                        | Messina                     | 2028                                      |
| Pattugliatori costieri      |                             |                             |                                        |                                           |                             |                             |                             |                                           |
| P 405                       | Esploratore                 |                             | Pattugliatori costieri                 | Classe Esploratore                        | 164,5 t                     | 1997                        | La Spezia                   |                                           |
| P 406                       | Sentinella                  |                             | Pattugliatori costieri                 | Classe Esploratore                        | 164,5 t                     | 1998                        | La Spezia                   |                                           |
| P 407                       | Vedetta                     |                             | Pattugliatori costieri                 | Classe Esploratore                        | 164,5 t                     | 1999                        | La Spezia                   |                                           |
| P 408                       | Staffetta                   |                             | Pattugliatori costieri                 | Classe Esploratore                        | 164,5 t                     | 2005                        | La Spezia                   |                                           |
| Cacciamine                  |                             |                             |                                        |                                           |                             |                             |                             |                                           |
| M 5552                      | Milazzo                     |                             | Cacciamine                             | Classe Lerici                             | 503 t                       | 1985                        | La Spezia                   |                                           |
| M 5553                      | Vieste                      |                             | Cacciamine                             | Classe Lerici                             | 503 t                       | 1985                        | La Spezia                   |                                           |
| M 5554                      | Gaeta                       |                             | Cacciamine                             | Classe Gaeta                              | 580 t                       | 1992                        | La Spezia                   |                                           |
| M 5555                      | Termoli                     |                             | Cacciamine                             | Classe Gaeta                              | 580 t                       | 1992                        | La Spezia                   |                                           |
| M 5556                      | Alghero                     |                             | Cacciamine                             | Classe Gaeta                              | 580 t                       | 1992                        | La Spezia                   |                                           |
| M 5557                      | Numana                      |                             | Cacciamine                             | Classe Gaeta                              | 580 t                       | 1993                        | La Spezia                   |                                           |
| M 5558                      | Crotone                     |                             | Cacciamine                             | Classe Gaeta                              | 580 t                       | 1994                        | La Spezia                   |                                           |
| M 5559                      | Viareggio                   |                             | Cacciamine                             | Classe Gaeta                              | 580 t                       | 1994                        | La Spezia                   |                                           |
| M 5560                      | Chioggia                    |                             | Cacciamine                             | Classe Gaeta                              | 580 t                       | 1995                        | La Spezia                   |                                           |
| M 5561                      | Rimini                      |                             | Cacciamine                             | Classe Gaeta                              | 580 t                       | 1996                        | La Spezia                   |                                           |

### Navi ausiliarie
| Distintivo ottico | Nave                              | Immagine                          | Tipo                                         | Classe                            | Dislocamento                      | Anno di entrata in servizio       | Base                              | Anno di prevista dismissione      |
| Navi comando e supporto logistico | Navi comando e supporto logistico | Navi comando e supporto logistico | Navi comando e supporto logistico            | Navi comando e supporto logistico | Navi comando e supporto logistico | Navi comando e supporto logistico | Navi comando e supporto logistico | Navi comando e supporto logistico |
| --- | --------------------------------- | --------------------------------- | -------------------------------------------- | --------------------------------- | --------------------------------- | --------------------------------- | --------------------------------- | --------------------------------- |
| A 5326 | Etna                              |                                   | Nave Comando e supporto logistico            | Classe Etna                       | 13 400 t                          | 1997                              | Taranto                           |                                   |
| A 5335 | Vulcano                           |                                   | Nave da supporto logistico                   | Classe Vulcano                    | 27 200 t                          | 2021                              | La Spezia                         |                                   |
| Navi rifornimento di squadra |                                   |                                   |                                              |                                   |                                   |                                   |                                   |                                   |
| A 5327 | Stromboli                         |                                   | Rifornitore di Squadra                       | Classe Stromboli                  | 9 100 t                           | 1975                              | Taranto                           | 2025                              |
| Unità supporto polivalente (Nuova Unità Polivalente di Supporto "NUPS") |                                   |                                   |                                              |                                   |                                   |                                   |                                   |                                   |
| A 5340 | Elettra                           |                                   | Unità supporto polivalente                   | Classe Elettra                    | 2 466 t                           | 2003                              | La Spezia                         |                                   |
| Unità appoggio COMSUBIN |                                   |                                   |                                              |                                   |                                   |                                   |                                   |                                   |
| P 421 | Tullio Tedeschi                   |                                   | Unità appoggio COMSUBIN                      | UNPAV                             | 185 t                             | 2020                              | La Spezia                         |                                   |
| P 420 | Angelo Cabrini                    |                                   | Unità appoggio COMSUBIN                      | UNPAV                             | 185 t                             | 2019                              | La Spezia                         |                                   |
| A 5309 | Anteo                             |                                   | Unità appoggio COMSUBIN                      |                                   | 3 120 t                           | 1980                              | La Spezia                         | entro il 2026                     |
| Y 498 | Mario Marino                      |                                   | Unità appoggio COMSUBIN                      |                                   | 97 t                              | 1985                              | La Spezia                         |                                   |
| Y 499 | Alcide Pedretti                   |                                   | Unità appoggio COMSUBIN                      | 1984                              | 97 t                              |                                   | La Spezia                         |                                   |
| Navi trasporto acqua |                                   |                                   |                                              |                                   |                                   |                                   |                                   |                                   |
| A 5376 | Ticino                            |                                   | Navi trasporto acqua                         | Classe Ticino                     |                                   | 1994                              | Augusta                           |                                   |
| A 5377 | Tirso                             |                                   | Navi trasporto acqua                         | Classe Ticino                     |                                   | 1994                              | Augusta                           |                                   |
| Navi trasporto gasolio |                                   |                                   |                                              |                                   |                                   |                                   |                                   |                                   |
| A 5370 (ex Mcc 1101) | Panarea                           |                                   | Navi trasporto gasolio                       | Classe Panarea                    | 863 t                             | 1985                              | Augusta                           |                                   |
| A 5371 (ex Mcc 1102) | Linosa                            |                                   | Navi trasporto gasolio                       | Classe Panarea                    | 863 t                             | 1986                              | Augusta                           |                                   |
| A 5372 (ex Mcc 1103) | Favignana                         |                                   | Navi trasporto gasolio                       | Classe Panarea                    | 292 t                             | 1987                              | Messina                           |                                   |
| A 5373 (ex Mcc 1104) | Salina                            |                                   | Navi trasporto gasolio                       | Classe Panarea                    | 292 t                             | 1988                              | Taranto                           |                                   |
| Navi esperienze |                                   |                                   |                                              |                                   |                                   |                                   |                                   |                                   |
| A 5315 | Raffaele Rossetti                 |                                   | Navi esperienze                              | Classe Rossetti                   | 344 t                             | 1989                              | La Spezia                         |                                   |
| A 5320 | Vincenzo Martellotta              |                                   | Navi esperienze                              | Classe Rossetti                   | 324 t                             | 1986                              | La Spezia                         |                                   |
| Navi idrografiche e oceanografiche |                                   |                                   |                                              |                                   |                                   |                                   |                                   |                                   |
| A 5303 | Magnaghi                          |                                   | Navi idrografiche con capacità oceanografica | Classe Magnaghi                   | 1 700 t                           | 1975                              | La Spezia                         | 2027                              |
| A 5345 | Alliance                          |                                   | Navi idrografiche con capacità oceanografica | Unica                             | 3 180 t                           | 1986                              | La Spezia                         |                                   |
| Navi idrografiche costiere |                                   |                                   |                                              |                                   |                                   |                                   |                                   |                                   |
| A 5301 | Leonardo                          |                                   | Navi idrografiche costiere                   | Unica                             | 433 t                             | 2002                              | La Spezia                         |                                   |
| A 5304 | Aretusa                           |                                   | Navi idrografiche costiere                   | Classe Ninfe                      | 415 t                             | 2002                              | La Spezia                         |                                   |
| A 5308 | Galatea                           |                                   | Navi idrografiche costiere                   | Classe Ninfe                      | 415 t                             | 2002                              | La Spezia                         |                                   |
| Navi servizio fari |                                   |                                   |                                              |                                   |                                   |                                   |                                   |                                   |
| A 5364 | Ponza                             |                                   | Navi servizio fari                           | Classe Ponza                      | 685 t                             | 1988                              | Venezia                           |                                   |
| A 5366 | Levanzo                           |                                   | Navi servizio fari                           | Classe Ponza                      | 685 t                             | 1989                              | Napoli                            |                                   |
| A 5367 | Tavolara                          |                                   | Navi servizio fari                           | Classe Ponza                      | 685 t                             | 1989                              | La Spezia                         |                                   |
| A 5368 | Palmaria                          |                                   | Navi servizio fari                           | Classe Ponza                      | 685 t                             | 1989                              | La Spezia                         |                                   |
| A 5383 | Procida                           |                                   | Navi servizio fari                           | Classe Ponza                      | 685 t                             | 1990                              | Taranto                           |                                   |
| Navi trasporto costiero |                                   |                                   |                                              |                                   |                                   |                                   |                                   |                                   |
| A 5347 | Gorgona                           |                                   | Navi trasporto costiero                      | Classe Gorgona                    | 631 t                             | 1986                              | La Spezia                         |                                   |
| A 5348 | Tremiti                           |                                   | Navi trasporto costiero                      | Classe Gorgona                    | 705 t                             | 1986                              | Taranto                           |                                   |
| A 5349 | Caprera                           |                                   | Navi trasporto costiero                      | Classe Gorgona                    | 631 t                             | 1986                              | Napoli                            |                                   |
| A 5351 | Pantelleria                       |                                   | Navi trasporto costiero                      | Classe Gorgona                    | 798 t                             | 1987                              | Taranto                           |                                   |
| A 5352 | Lipari                            |                                   | Navi trasporto costiero                      | Classe Gorgona                    | 631 t                             | 1987                              | Messina                           |                                   |
| A 5353 | Capri                             |                                   | Navi trasporto costiero                      | Classe Gorgona                    | 706 t                             | 1987                              | Ancona                            |                                   |
| Rimorchiatori costieri |                                   |                                   |                                              |                                   |                                   |                                   |                                   |                                   |
| Y 430 | Ercole                            |                                   | Rimorchiatori costieri                       | Classe Ercole                     |                                   | 2002 acquisito dalla M.M nel 2014 | Taranto                           |                                   |
| Y 415 | Porto Fossone                     |                                   | Rimorchiatori costieri                       | Classe Porto                      |                                   |                                   |                                   |                                   |
| Y 416 | Porto Torres                      |                                   | Rimorchiatori costieri                       | Classe Porto                      |                                   |                                   |                                   |                                   |
| Y 417 | Porto Corsini                     |                                   | Rimorchiatori costieri                       | Classe Porto                      |                                   |                                   |                                   |                                   |
| Y 421 | Porto Empedocle                   |                                   | Rimorchiatori costieri                       | Classe Porto                      |                                   |                                   |                                   |                                   |
| Y 422 | Porto Pisano                      |                                   | Rimorchiatori costieri                       | Classe Porto                      |                                   |                                   |                                   |                                   |
| Y 423 | Porto Conte                       |                                   | Rimorchiatori costieri                       | Classe Porto                      |                                   |                                   |                                   |                                   |
| Y 425 | Portoferraio                      |                                   | Rimorchiatori costieri                       | Classe Porto                      |                                   |                                   |                                   |                                   |
| Y 426 | Portovenere                       |                                   | Rimorchiatori costieri                       | Classe Porto                      |                                   |                                   |                                   |                                   |
| Y 428 | Porto Salvo                       |                                   | Rimorchiatori costieri                       | Classe Porto                      |                                   |                                   |                                   |                                   |
| Y 436 | Portofino                         |                                   | Rimorchiatori costieri                       | Classe Porto                      |                                   |                                   |                                   |                                   |
| Y 443 | Riva Trigoso                      |                                   | Rimorchiatori costieri                       | Classe Ischia                     |                                   |                                   |                                   |                                   |
| Y 436 | Porto d'Ischia                    |                                   | Rimorchiatori costieri                       | Classe Ischia                     |                                   |                                   |                                   |                                   |
| Rimorchiatori d'altura |                                   |                                   |                                              |                                   |                                   |                                   |                                   |                                   |
| A 5317 | Atlante                           |                                   | Rimorchiatori d'altura                       | Classe Atlante                    |                                   | 1976                              |                                   |                                   |
| A 5319 | Ciclope                           |                                   | Rimorchiatori d'altura                       | Classe Atlante                    |                                   | 1985                              |                                   |                                   |
| A 5324 | Titano                            |                                   | Rimorchiatori d'altura                       | Classe Atlante                    |                                   | 1985                              |                                   |                                   |
| A 5325 | Polifemo                          |                                   | Rimorchiatori d'altura                       | Classe Atlante                    |                                   |                                   |                                   |                                   |
| A 5328 | Gigante                           |                                   | Rimorchiatori d'altura                       | Classe Atlante                    |                                   | 1985                              |                                   |                                   |
| A 5330 | Saturno                           |                                   | Rimorchiatori d'altura                       | Classe Atlante                    |                                   |                                   |                                   |                                   |
| A 5365 | Tenace                            |                                   | Rimorchiatori d'altura                       | Classe Atlante                    |                                   |                                   |                                   |                                   |
| Rimorchiatori portuali |                                   |                                   |                                              |                                   |                                   |                                   |                                   |                                   |
| Classe RP RP 101 - 102; RP 103 ÷ 105; RP 106 - 107; RP 108 - 109; RP 110 - 111; RP 112 ÷ 116; RP 118; RP 119 ÷ 121; RP 122 - 123; RP 124 ÷ 126; RP 127 ÷ 128 ÷ 134 Y 403 - 404; Y 406 ÷ 408; Y 410 ÷ 413; Y 452 ÷ 456; Y 458 ÷ 460; Y 462 ÷ 466; Y 470 ÷ 472; Y 473 ÷ 476; Y 477 ÷ 479; Y 480 ÷ 487 |                                   |                                   |                                              |                                   |                                   |                                   |                                   |                                   |
| Navi scuola |                                   |                                   |                                              |                                   |                                   |                                   |                                   |                                   |
| A 5302 | Caroly                            |                                   | Navi scuola                                  | Uniche                            | 60 t                              | 1983                              | La Maddalena                      |                                   |
| A 5311 | Palinuro                          |                                   | Navi scuola                                  | Uniche                            | 1 341 t                           | 1955                              | La Spezia                         |                                   |
| A 5312 | Amerigo Vespucci                  |                                   | Navi scuola                                  | Uniche                            | 3 543 t                           | 1931                              | La Spezia                         |                                   |
| A 5313 | Stella Polare                     |                                   | Navi scuola                                  | Classe Corsaro II                 | 48 t                              |                                   |                                   |                                   |
| A 5314 | Italia                            |                                   | Navi scuola                                  | Unica                             | 404 t                             | 2007                              | La Spezia                         |                                   |
| A 5316 | Corsaro II                        |                                   | Navi scuola                                  |                                   | 47 t                              | 1961                              |                                   |                                   |
| A 5322 | Capricia                          |                                   | Navi scuola                                  | Uniche                            | 55 t                              | 1993                              |                                   |                                   |
| A 5323 | Orsa Maggiore                     |                                   | Navi scuola                                  | Uniche                            | 75 t                              | 1993                              |                                   |                                   |

## Aviazione
Aerei ed elicotteri sono utilizzati dalla Marina Italiana per diversi propositi, come il trasporto o la lotta ASW, e possono operare sia da basi a terra sia dalle unità navali dotati di piattaforma aerea. I mezzi aeronavali della Marina Militare sono:

### Flotta aerea
| Velivolo          | Immagine | Tipo                                                                     | Versione                         | Quantità | Note                                                                                              |  |
| ----------------- | -------- | ------------------------------------------------------------------------ | -------------------------------- | -------- | ------------------------------------------------------------------------------------------------- |  |
| AV-8B+ Harrier II |          | Caccia multiruolo STOVL                                                  | AV-8B+ TAV-8B                    | 142      | originariamente 18, 2 esemplari precipitati. Verranno sostituiti dai nuovi F-35 nella versione B. |  |
| F-35 Lightning II |          | Caccia multiruolo STOVL                                                  | F-35B                            | 8        | 20 esemplari in ordine. Il primo esemplare consegnato alla Marina il 25 gennaio 2018.             |  |
| ATR 72            |          | Aereo da pattugliamento marittimo                                        | ATR 72 MP                        | 4        | Assegnati al 41º Stormo Antisom dell’Aeronautica Militare di Sigonella.                           |  |
| P.180 Avanti II   |          | trasporto tattico                                                        | P.180M Maritime                  | 3        |                                                                                                   |  |
| AB.212            |          | Lotta antisommergibile (ASW)Eliassalto                                   | AB.212 ASW AB.212                | 16 6     | In sostituzione con SH-90                                                                         |  |
| NH-90             |          | Lotta antisommergibile (ASW)Eliassalto                                   | SH-90NFH SH90TTH                 | 46 10    |                                                                                                   |  |
| EH-101            |          | Lotta antisommergibile (ASW) Eliassalto Allarme precoce eliportato (HEW) | AW-101 MPH AW-101 ASH AW-101 HEW | 10 8 4   |                                                                                                   |  |

## Progetti futuri

### Unità navali in costruzione
- 1 fregata classe Bergamini
  - La prima FREMM EVO impostata il 3 aprile 2025 e la cui consegna è prevista nel 2029, una ulteriore nave con queste caratteristiche sarà consegnata nel 2030.[10][11]
- 1 Fregate classe Thaon di Revel[12][13][14][15][16]
  - P 436 Domenico Millelire (versione full), varata il 13 luglio 2024, in allestimento presso il Cantiere navale di Riva Trigoso, consegna prevista agosto 2026
- 4 sottomarini classe U-212 in costruzione presso il Cantiere navale del Muggiano Consegna prevista dal 2027[17]
  - S 530 impostato 11 gennaio 2022, in costruzione presso il Cantiere navale del Muggiano Consegna prevista nel 2027[17]
  - S 531 impostato il 6 giugno 2023, consegna prevista nel 2029
  - S 532 impostato il 27 giugno 2024, consegna prevista nel 2030[18]
  - S 533 da impostare, consegna prevista nel 2031
- 1 unità Special & Diving Operations-Submarine Rescue Ship (SDO-SURS), dal nome Olterra, in costruzione presso il cantiere T. Mariotti facente parte del gruppo cantieristico Genova Industrie Navali (GIN), consegna prevista nel 2025 [19][20]
- 2 unità ausiliarie di tipo Moto Trasporto Costiero e Assistenza Fari (MTC/MTF), in costruzione presso il cantiere T. Mariotti facente parte del gruppo cantieristico Genova Industrie Navali (GIN), consegna prevista nel 2026
- A 5336 Atlante, nave di supporto logistico (Logistic Support Ship) classe Vulcano, impostata a luglio 2022 presso il cantiere navale di Castellammare di Stabia e varata nel maggio 2024. La consegna avverrà nel 2025[21]
- 1 nave Idro Oceanografica Maggiore (NIOM) destinata a sostituire Nave Magnaghi in contesti oceanici e artici. In costruzione presso il cantiere navale integrato di Riva Trigoso-Muggiano Fincantieri, con consegna prevista nel 2026. Il contratto ha un valore complessivo di circa 280 milioni di euro.[22][23]
- 4 unità per tirocinio di manovra, identificate con la sigla Tirma, le unità serviranno per l’addestramento degli allievi dell’Accademia Navale, in particolare per le attività di manovre in aree costiere e portuali, verranno costruite presso il cantiere spezzino Siman.
- 4 rimorchiatori di supporto, verranno costruite presso il cantiere spezzino Siman per un valore di circa 8,396 milioni. Consegne:  2024, 2025, 2026.
- 4 Pattugliatori polivalenti PPX[24]

### Unità navali finanziate ma non ancora contrattualizzate
- 2 Fregate classe Thaon di Revel

- 2 navi da supporto logistico (Logistic Support Ship) classe Vulcano di cui una destinata a sostituire Etna, consegna nel 2031 e 2034.
- 1 nave per bonifiche subacquee, identificata con la sigla UBoS. Le caratteristiche di massima del mezzo, saranno lunghezza fuori tutto di 50 metri, larghezza di 12, una propulsione di tipo Integrated Full Electric Propulsion, e una dotazione di almeno 24 posti letto. Anche se descritta sinteticamente come unità dragamine, la futura UBoS dovrà essere in grado di effettuare bonifiche di ordigni esplosivi sui fondali marini (anche in chiave antiterroristica), ma dovrà inoltre poter essere impiegata anche per la raccolta di dati ambientali o reperti archeologici, da soggetti quali ministeri, università, enti di ricerca scientifici o preposti alla salvaguardia dei beni culturali. Anche in vista di questa varietà di funzioni, dovrà essere in grado di potersi riconfigurare di volta in volta, ma con le "forme tipiche" di un Ahts (Anchor Handling Tug Supply Vessel), quindi dotata di ampi spazi in coperta dove poter sistemare materiali mezzi e apparecchiature da imbarcare.[25][26][27]
- 2 navi idro oceanografiche costiere (la NIOC1 e NIOC2)[28] destinate a sostituire la Classe Ninfe nel contesto del Mediterraneo, costeranno 70 milioni di euro a unità. Il 30 luglio 2020 sono state finanziate in parte dalla BEI (Banca Europea per gli Investimenti), tale erogazione prevede che la costruzione delle unità avvenga entro il 2027.
- 8 navi Mtc-f, sostituiranno due distinte classi di navi, ovvero quella delle Mtc di classe Gorgona, che si occupano del supporto logistico costiero, e quella delle Mtf di classe Ponza, che svolgono il servizio dei fari e del segnalamento marittimo.[29]
- 3 bettoline per il trasporto di 300 m³ di gasolio, costo 3,3 milioni di euro, con tempi di consegna di 210 giorni ciascuna.
- 6 rimorchiatori di potenza di tipo azimutale, per 30,549 milioni.
- 2 cacciatorpediniere lanciamissili classe DDX, con consegna prevista 2028 per la prima unità e 2030 per la seconda unità, destinate a sostituire le unità della Classe Durand de la Penne.[30][31]
- 5 cacciamine "Unità Cacciamine di Nuova Generazione (CNG)" costieri da 60 metri, 1300 tonnellate, per la sostituzione delle unità classe Lerici e classe Gaeta [32][33][34]

### Unità navali in programma ma ancora non finanziate
- 8 corvette della classe European Patrol Corvette (EPC).
- 3 cacciamine "Unità Cacciamine di Nuova Generazione (CNG)" costieri da 60 metri, per la sostituzione delle unità classe Lerici e classe Gaeta.
- 4 cacciamine "Nuova Generazione-Altura" (CNG-A, New Generation Minehunter - Ocean-going) da 80 metri per ruoli di spedizione.
- 3 Landing Platform Dock destinate a sostituire le unità della classe San Giorgio e San Giusto.

## Unità navali dismesse
Le unità navali in forza alla Marina Militare, una volta dismesse hanno seguito destini diversi: la maggior parte dei natanti sono stati demoliti (in Italia o all'estero) oppure radiati e ormeggiati nelle basi navali in attesa di essere avviati a successiva demolizione. Altre unità, invece, che erano in un buono stato di conservazione ed erano ancora in grado di poter continuare il loro ciclo vitale, sono state vendute (dopo opportuni lavori di riqualifica) ad altre Marine nazionali.
I progetti di far diventare le navi militari dismesse dei musei incontrano il favore della Marina, ma devono far fronte ovviamente al reperimento delle risorse economiche necessarie al loro trasporto e messa in sicurezza da parte degli Enti che manifestano interesse. Ne è esempio il sottomarino Enrico Toti, ora esposto al Museo nazionale della scienza e della tecnologia, che è rimasto ancorato al porto fluviale di Cremona dal 2001 al 2005 in attesa di organizzare e definire il trasporto su terra.

### Unità vendute
| Distintivo ottico | Unità      | Immagine | Tipo                  | Classe         | Dislocamento | Anno di entrata in servizio | Base      | Anno di dismissione | Destino finale                                  |
| Fregate           | Fregate    | Fregate  | Fregate               | Fregate        | Fregate      | Fregate                     | Fregate   | Fregate             | Fregate                                         |
| ----------------- | ---------- | -------- | --------------------- | -------------- | ------------ | --------------------------- | --------- | ------------------- | ----------------------------------------------- |
| F 564             | Lupo       |          | Fregate missilistiche | Classe Lupo    | 2 525 t      | 1977                        | Taranto   | 2004                | Venduta alla Marina de Guerra del Perú nel 2004 |
| F 565             | Sagittario |          | Fregate missilistiche | Classe Lupo    | 2 525 t      | 1978                        | La Spezia | 2006                | Vendute alla Marina de Guerra del Perú nel 2006 |
| F 566             | Perseo     |          | Fregate missilistiche | Classe Lupo    | 2 525 t      | 1980                        | La Spezia | 2006                | Vendute alla Marina de Guerra del Perú nel 2006 |
| F 567             | Orsa       |          | Fregate missilistiche | Classe Lupo    | 2 525 t      | 1980                        |           | 2004                | Venduta alla Marina de Guerra del Perú nel 2004 |
| Corvette          |            |          |                       |                |              |                             |           |                     |                                                 |
| F 551             | Minerva    |          | Corvette              | Classe Minerva | 1 285 t      | 1987                        | Augusta   | 2015                | Venduta alla Bangladesh Coast Guard nel 2016    |
| F 552             | Urania     |          | Corvette              | Classe Minerva | 1 285 t      | 1987                        | Augusta   | 2016                | Vendute alla Bangladesh Coast Guard nel 2017    |
| F 553             | Danaide    |          | Corvette              | Classe Minerva | 1 285 t      | 1988                        | Augusta   | 2016                | Vendute alla Bangladesh Coast Guard nel 2017    |
| F 558             | Sibilla    |          | Corvette              | Classe Minerva | 1 285 t      | 1991                        | Augusta   | 2015                | Venduta alla Bangladesh Coast Guard nel 2016    |
| Dragamine         |            |          |                       |                |              |                             |           |                     |                                                 |
|                   | DR 201     |          | Dragamine             | Classe 200     | 295 t        | 1946                        |           | 1950                | Restituite alla Royal Navy nel 1950             |
|                   | DR 202     |          | Dragamine             | Classe 200     | 295 t        | 1946                        |           | 1950                | Restituite alla Royal Navy nel 1950             |
|                   | DR 203     |          | Dragamine             | Classe 200     | 295 t        | 1946                        |           | 1949                | Restituite alla Royal Navy nel 1949             |
|                   | DR 204     |          | Dragamine             | Classe 200     | 295 t        | 1946                        |           | 1949                | Restituite alla Royal Navy nel 1949             |
|                   | DR 205     |          | Dragamine             | Classe 200     | 295 t        | 1946                        |           | 1950                | Restituita alla Royal Navy nel 1950             |
|                   | DR 206     |          | Dragamine             | Classe 200     | 295 t        | 1946                        |           | 1949                | Restituita alla Royal Navy nel 1949             |
|                   | DR 207     |          | Dragamine             | Classe 200     | 295 t        | 1946                        |           | 1950                | Restituite alla Royal Navy nel 1950             |
|                   | DR 208     |          | Dragamine             | Classe 200     | 295 t        | 1946                        |           | 1950                | Restituite alla Royal Navy nel 1950             |
|                   | DR 209     |          | Dragamine             | Classe 200     | 295 t        | 1946                        |           | 1950                | Restituite alla Royal Navy nel 1950             |
|                   | DR 210     |          | Dragamine             | Classe 200     | 295 t        | 1946                        |           | 1951                | Restituite alla Royal Navy nel 1951             |
|                   | DR 211     |          | Dragamine             | Classe 200     | 295 t        | 1946                        |           | 1951                | Restituite alla Royal Navy nel 1951             |
|                   | DR 212     |          | Dragamine             | Classe 200     | 295 t        | 1946                        |           | 1949                | Restituita alla Royal Navy nel 1949             |
|                   | DR 213     |          | Dragamine             | Classe 200     | 295 t        | 1946                        |           | 1950                | Restituite alla Royal Navy nel 1950             |
|                   | DR 214     |          | Dragamine             | Classe 200     | 295 t        | 1946                        |           | 1950                | Restituite alla Royal Navy nel 1950             |
|                   | DR 215     |          | Dragamine             | Classe 200     | 295 t        | 1946                        |           | 1950                | Restituite alla Royal Navy nel 1950             |
|                   | DR 216     |          | Dragamine             | Classe 200     | 295 t        | 1946                        |           | 1951                | Restituita alla Royal Navy nel 1951             |
|                   | DR 217     |          | Dragamine             | Classe 200     | 295 t        | 1946                        |           | 1950                | Restituita alla Royal Navy nel 1950             |

### Unità musealizzate
| Distintivo ottico | Unità          | Immagine    | Tipo        | Classe             | Dislocamento | Anno di entrata in servizio | Base        | Anno di dismissione | Destino finale                                                                                |
| Sottomarini       | Sottomarini    | Sottomarini | Sottomarini | Sottomarini        | Sottomarini  | Sottomarini                 | Sottomarini | Sottomarini         | Sottomarini                                                                                   |
| ----------------- | -------------- | ----------- | ----------- | ------------------ | ------------ | --------------------------- | ----------- | ------------------- | --------------------------------------------------------------------------------------------- |
| S 506             | Enrico Toti    |             | Sottomarini | Classe Enrico Toti | 593 t        | 1968                        |             | 1997                | Esposto presso il Museo nazionale della scienza e della tecnologia Leonardo da Vinci dal 2005 |
| S 513             | Enrico Dandolo |             | Sottomarini | Classe Enrico Toti | 593 t        | 1968                        |             | 1996                | Esposto presso l'Arsenale di Venezia dal 2002                                                 |
| S 518             | Nazario Sauro  |             | Sottomarini | Classe Sauro       | 1 630 t      | 1980                        |             | 2002                | Esposto presso il Galata − Museo del mare dal 2010                                            |

### Unità radiate
| Distintivo ottico        | Unità    | Immagine | Tipo                     | Classe           | Dislocamento | Anno di entrata in servizio | Base      | Anno di dismissione | Destino finale |
| Fregate                  | Fregate  | Fregate  | Fregate                  | Fregate          | Fregate      | Fregate                     | Fregate   | Fregate             | Fregate        |
| ------------------------ | -------- | -------- | ------------------------ | ---------------- | ------------ | --------------------------- | --------- | ------------------- | -------------- |
| F 573                    | Scirocco |          | Fregate missilistiche    | Classe Maestrale | 3 040 t      | 1983                        | La Spezia | 2020                | Radiate        |
| F 575                    | Euro     |          | Fregate missilistiche    | Classe Maestrale | 3 040 t      | 1984                        | Taranto   | 2019                | Radiate        |
| F 577                    | Zeffiro  |          | Fregate missilistiche    | Classe Maestrale | 3 040 t      | 1985                        | Taranto   | 2023                | Radiate        |
| Pattugliatori di squadra |          |          |                          |                  |              |                             |           |                     |                |
| F 583                    | Aviere   |          | Pattugliatore di squadra | Classe Soldati   | 2 525 t      | 1995                        | Taranto   | 2019                | Radiata        |
| Cacciamine               |          |          |                          |                  |              |                             |           |                     |                |
| M 5550                   | Lerici   |          | Cacciamine               | Classe Lerici    | 503 t        | 1985                        | La Spezia | 2015                | Radiate        |
| M 5551                   | Sapri    |          | Cacciamine               | Classe Lerici    | 503 t        | 1985                        | La Spezia | 2015                | Radiate        |

### Unità demolite
| Distintivo ottico        | Unità                              | Immagine    | Tipo                                      | Classe                               | Dislocamento | Anno di entrata in servizio | Base        | Anno di dismissione | Destino finale    |
| Sottomarini              | Sottomarini                        | Sottomarini | Sottomarini                               | Sottomarini                          | Sottomarini  | Sottomarini                 | Sottomarini | Sottomarini         | Sottomarini       |
| ------------------------ | ---------------------------------- | ----------- | ----------------------------------------- | ------------------------------------ | ------------ | --------------------------- | ----------- | ------------------- | ----------------- |
| S 519                    | Carlo Fecia di Cossato             |             | Sottomarini                               | Classe Sauro                         | 1 630 t      | 1979                        |             | 2005                | Demoliti          |
| S 520                    | Leonardo da Vinci                  |             | Sottomarini                               | Classe Sauro                         | 1 630 t      | 1981                        |             | 2010                | Demoliti          |
| S 521                    | Guglielmo Marconi                  |             | Sottomarini                               | Classe Sauro                         | 1 630 t      | 1982                        |             | 2003                | Demoliti          |
| S 501                    | Giada                              |             | Sottomarini                               | Classe 600 serie Platino             | 865 t        | 1941                        |             | 1966                | Demoliti          |
| S 502                    | Vortice                            |             | Sottomarini                               | Classe Tritone                       | 1 058 t      | 1943                        |             | 1967                | Demoliti          |
| S 503                    | Pietro Calvi                       |             | Sottomarini                               | Classe Tritone                       | 1 107 t      | 1961                        |             | 1971                | Demoliti          |
| S 511                    | Enrico Tazzoli                     |             | Sottomarini                               | Classe Enrico Tazzoli                | 2 460 t      | 1954                        |             | 1973                | Demoliti          |
| S 510                    | Leonardo da Vinci                  |             | Sottomarini                               | Classe Enrico Tazzoli                | 2 460 t      | 1955                        |             | 1973                | Demoliti          |
| S 512                    | Evangelista Torricelli             |             | Sottomarini                               | Classe Evangelista Torricelli        | 2 460 t      | 1960                        |             | 1976                | Demoliti          |
| S 507                    | Alfredo Cappellini                 |             | Sottomarini                               | Classe Evangelista Torricelli        | 2 460 t      | 1966                        |             | 1977                | Demoliti          |
| S 508                    | Francesco Morosini                 |             | Sottomarini                               | Classe Evangelista Torricelli        | 2 460 t      | 1966                        |             | 1975                | Demoliti          |
| S 501                    | Primo Longobardo                   |             | Sottomarini                               | Classe Gianfranco Gazzana-Priaroggia | 2 428 t      | 1972                        |             | 1975                | Demoliti          |
| S 502                    | Gianfranco Gazzana-Priaroggia      |             | Sottomarini                               | Classe Gianfranco Gazzana-Priaroggia | 2 428 t      | 1972                        |             | 1975                | Demoliti          |
| S 515                    | Livio Piomarta                     |             | Sottomarini                               | Classe Livio Piomarta                | 2 700 t      | 1973                        |             | 1986                | Demoliti          |
| S 516                    | Romeo Romei                        |             | Sottomarini                               | Classe Livio Piomarta                | 2 700 t      | 1974                        |             | 1988                | Demoliti          |
| S 505                    | Attilio Bagnolini                  |             | Sottomarini                               | Classe Enrico Toti                   | 593 t        | 1968                        |             | 1991                | Demolito nel 2021 |
| S 514                    | Lazzaro Mocenigo                   |             | Sottomarini                               | Classe Enrico Toti                   | 593 t        | 1968                        |             | 1993                | Demolito nel 2024 |
| Corazzate                |                                    |             |                                           |                                      |              |                             |             |                     |                   |
| 553                      | Andrea Doria                       |             | Corazzate                                 | Classe Duilio                        | 28 700 t     | 1940                        | Taranto     | 1956                | Demolite          |
| 554                      | Duilio                             |             | Corazzate                                 | Classe Duilio                        | 28 700 t     | 1940                        | Taranto     | 1956                | Demolite          |
| Incrociatori             |                                    |             |                                           |                                      |              |                             |             |                     |                   |
|                          | Luigi Cadorna                      |             | Incrociatori leggeri                      | Classe Luigi Cadorna                 | 6 620 t      | 1933                        | Taranto     | 1951                | Demolite          |
| 552                      | Raimondo Montecuccoli              |             | Incrociatori leggeri                      | Classe Raimondo Montecuccoli         | 8 875 t      | 1935                        | Taranto     | 1965                | Demolite          |
| 550                      | Luigi di Savoia Duca degli Abruzzi |             | Incrociatori leggeri                      | Classe Duca degli Abruzzi            | 9 300 t      | 1937                        | Taranto     | 1961                | Demolite          |
| 551                      | Giuseppe Garibaldi                 |             | Incrociatori leggeri                      | Classe Duca degli Abruzzi            | 9 300 t      | 1937                        | Taranto     | 1971                | Demolite          |
| 553                      | Andrea Doria                       |             | Incrociatori missilistici Portaelicotteri | Classe Andrea Doria                  | 6 000 t      | 1964                        | Taranto     | 1992                | Demolite          |
| 554                      | Caio Duilio                        |             | Incrociatori missilistici Portaelicotteri | Classe Andrea Doria                  | 6 000 t      | 1964                        | La Spezia   | 1990                | Demolite          |
| 550                      | Vittorio Veneto                    |             | Incrociatori missilistici Portaelicotteri | Unica                                | 7 500 t      | 1969                        | Taranto     | 2006                | Demolita nel 2021 |
| Cacciatorpediniere       |                                    |             |                                           |                                      |              |                             |             |                     |                   |
|                          | Nicoloso da Recco                  |             | Cacciatorpediniere                        | Classe Navigatori                    | 1 900 t      | 1930                        | Taranto     | 1954                | Demolite          |
| D 552                    | Grecale                            |             | Cacciatorpediniere                        | Classe Maestrale                     | 1 900 t      | 1934                        | Taranto     | 1965                | Demolite          |
| D 550                    | Granatiere                         |             | Cacciatorpediniere                        | Classe Granatiere                    | 1 850 t      | 1939                        | Taranto     | 1958                | Demolite          |
| D 551                    | Carabiniere                        |             | Cacciatorpediniere                        | Classe Granatiere                    | 1 850 t      | 1938                        | La Spezia   | 1965                | Demolite          |
| D 553                    | Artigliere                         |             | Cacciatorpediniere                        | Classe Artigliere                    | 2 619 t      | 1951                        |             | 1971                | Demolite          |
| D 554                    | Aviere                             |             | Cacciatorpediniere                        | Classe Artigliere                    | 2 619 t      | 1951                        |             | 1975                | Demolite          |
| D 562                    | San Giorgio                        |             | Cacciatorpediniere                        | Classe San Giorgio                   | 4 850 t      | 1955                        |             | 1980                | Demolite          |
| D 563                    | San Marco                          |             | Cacciatorpediniere                        | Classe San Giorgio                   | 4 850 t      | 1956                        |             | 1971                | Demolite          |
| D 558                    | Impetuoso                          |             | Cacciatorpediniere                        | Classe Indomito                      | 2 585 t      | 1957                        |             | 1983                | Demolite          |
| D 559                    | Indomito                           |             | Cacciatorpediniere                        | Classe Indomito                      | 2 585 t      | 1956                        |             | 1983                | Demolite          |
| D 570                    | Impavido                           |             | Cacciatorpediniere lanciamissili          | Classe Impavido                      | 3 990 t      | 1963                        |             | 1992                | Demolite          |
| D 571                    | Intrepido                          |             | Cacciatorpediniere lanciamissili          | Classe Impavido                      | 3 990 t      | 1964                        |             | 1991                | Demolite          |
| D 561                    | Fante                              |             | Cacciatorpediniere                        | Classe Fante                         | 3 100 t      | 1969                        |             | 1975                | Demolite          |
| D 560                    | Lanciere                           |             | Cacciatorpediniere                        | Classe Fante                         | 3 100 t      | 1969                        |             | 1970                | Demolite          |
| D 555                    | Geniere                            |             | Cacciatorpediniere                        | Classe Fante                         | 3 100 t      | 1970                        |             | 1975                | Demolite          |
| D 550                    | Ardito                             |             | Cacciatorpediniere lanciamissili          | Classe Audace                        | 4 554 t      | 1973                        |             | 2006                | Demolite nel 2018 |
| D 551                    | Audace                             |             | Cacciatorpediniere lanciamissili          | Classe Audace                        | 4 554 t      | 1972                        |             | 2006                | Demolite nel 2018 |
| Fregate                  |                                    |             |                                           |                                      |              |                             |             |                     |                   |
| F 570                    | Maestrale                          |             | Fregata missilistica                      | Classe Maestrale                     | 3 040 t      | 1982                        | La Spezia   | 2015                | Demolito          |
| F 558                    | Orsa                               |             | Fregate                                   | Classe Orsa                          | 840 t        | 1938                        |             | 1964                | Demolite          |
| F 559                    | Orione                             |             | Fregate                                   | Classe Orsa                          | 840 t        | 1938                        |             | 1965                | Demolite          |
| F 590                    | Aldebaran                          |             | Fregate                                   | Classe Aldebaran                     | 1 796 t      | 1951                        |             | 1976                | Demolite          |
| F 591                    | Altair                             |             | Fregate                                   | Classe Aldebaran                     | 1 796 t      | 1951                        |             | 1971                | Demolite          |
| F 592                    | Andromeda                          |             | Fregate                                   | Classe Aldebaran                     | 1 796 t      | 1951                        |             | 1972                | Demolite          |
| F 551                    | Canopo                             |             | Fregate                                   | Classe Centauro                      | 2 137 t      | 1958                        |             | 1982                | Demolite          |
| F 554                    | Centauro                           |             | Fregate                                   | Classe Centauro                      | 2 137 t      | 1957                        |             | 1985                | Demolite          |
| F 555                    | Cigno                              |             | Fregate                                   | Classe Centauro                      | 2 137 t      | 1957                        |             | 1983                | Demolite          |
| F 553                    | Castore                            |             | Fregate                                   | Classe Centauro                      | 2 137 t      | 1957                        |             | 1983                | Demolite          |
| F 590                    | Carlo Bergamini                    |             | Fregate                                   | Classe Carlo Bergamini               | 1 526 t      | 1962                        |             | 1983                | Demolite          |
| F 591                    | Virginio Fasan                     |             | Fregate                                   | Classe Carlo Bergamini               | 1 526 t      | 1962                        |             | 1990                | Demolite          |
| F 592                    | Carlo Margottini                   |             | Fregate                                   | Classe Carlo Bergamini               | 1 526 t      | 1962                        |             | 1988                | Demolite          |
| F 595                    | Luigi Rizzo                        |             | Fregate                                   | Classe Carlo Bergamini               | 1 526 t      | 1961                        |             | 1980                | Demolite          |
| F 580                    | Alpino                             |             | Fregate                                   | Classe Alpino                        | 2 700 t      | 1968                        |             | 2006                | Demolite nel 2018 |
| F 581                    | Carabiniere                        |             | Fregate                                   | Classe Alpino                        | 2 700 t      | 1968                        |             | 2008                | Demolite nel 2018 |
| F 574                    | Aliseo                             |             | Fregate missilistiche                     | Classe Maestrale                     | 3 040 t      | 1983                        | Taranto     | 2017                | Demolita nel 2022 |
| F 576                    | Espero                             |             | Fregate missilistiche                     | Classe Maestrale                     | 3 040 t      | 1985                        | Taranto     | 2021                | Demolita nel 2021 |
| Pattugliatori di squadra |                                    |             |                                           |                                      |              |                             |             |                     |                   |
| F 582                    | Artigliere                         |             | Pattugliatori di squadra                  | Classe Soldati                       | 2 525 t      | 1994                        | Taranto     | 2013                | Demoliti          |
| F 584                    | Bersagliere                        |             | Pattugliatori di squadra                  | Classe Soldati                       | 2 525 t      | 1995                        | La Spezia   | 2018                | Demoliti          |
| F 585                    | Granatiere                         |             | Pattugliatori di squadra                  | Classe Soldati                       | 2 525 t      | 1996                        | Taranto     | 2015                | Demolito nel 2021 |
| Corvette                 |                                    |             |                                           |                                      |              |                             |             |                     |                   |
| F 551                    | Calliope                           |             | Corvette                                  | Classe Spica                         | 670 t        | 1938                        |             | 1958                | Demolite          |
| F 552                    | Libra                              |             | Corvette                                  | Classe Spica                         | 670 t        | 1938                        |             | 1959                | Demolite          |
| F 553                    | Cassiopea                          |             | Corvette                                  | Classe Spica                         | 640 t        | 1937                        |             | 1959                | Demolite          |
| F 554                    | Sirio                              |             | Corvette                                  | Classe Spica                         | 630 t        | 1936                        |             | 1959                | Demolite          |
| F 555                    | Clio                               |             | Corvette                                  | Classe Spica                         | 670 t        | 1938                        |             | 1959                | Demolite          |
| F 556                    | Aretusa                            |             | Corvette                                  | Classe Spica                         | 670 t        | 1938                        |             | 1958                | Demolite          |
| F 557                    | Sagittario                         |             | Corvette                                  | Classe Spica                         | 630 t        | 1936                        |             | 1964                | Demolite          |
| F 567                    | Ape                                |             | Corvette                                  | Classe Gabbiano                      | 670 t        | 1943                        |             | 1981                | Demolite          |
| F 578                    | Baionetta                          |             | Corvette                                  | Classe Gabbiano                      | 670 t        | 1943                        |             | 1971                | Demolite          |
| F 569                    | Chimera                            |             | Corvette                                  | Classe Gabbiano                      | 670 t        | 1943                        |             | 1978                | Demolite          |
| F 575                    | Cormorano                          |             | Corvette                                  | Classe Gabbiano                      | 670 t        | 1943                        |             | 1971                | Demolite          |
| F 563                    | Danaide                            |             | Corvette                                  | Classe Gabbiano                      | 670 t        | 1943                        |             | 1968                | Demolite          |
| F 568                    | Driade                             |             | Corvette                                  | Classe Gabbiano                      | 670 t        | 1943                        |             | 1966                | Demolite          |
| F 577                    | Fenice                             |             | Corvette                                  | Classe Gabbiano                      | 670 t        | 1943                        |             | 1965                | Demolite          |
| F 572                    | Flora                              |             | Corvette                                  | Classe Gabbiano                      | 670 t        | 1943                        |             | 1970                | Demolite          |
| F 576                    | Folaga                             |             | Corvette                                  | Classe Gabbiano                      | 670 t        | 1943                        |             | 1965                | Demolite          |
| F 571                    | Gabbiano                           |             | Corvette                                  | Classe Gabbiano                      | 670 t        | 1943                        |             | 1971                | Demolite          |
| F 566                    | Gru                                |             | Corvette                                  | Classe Gabbiano                      | 670 t        | 1943                        |             | 1971                | Demolite          |
| F 561                    | Ibis                               |             | Corvette                                  | Classe Gabbiano                      | 670 t        | 1943                        |             | 1971                | Demolite          |
| F 562                    | Minerva                            |             | Corvette                                  | Classe Gabbiano                      | 670 t        | 1943                        |             | 1969                | Demolite          |
| F 574                    | Pellicano                          |             | Corvette                                  | Classe Gabbiano                      | 670 t        | 1943                        |             | 1969                | Demolite          |
| F 573                    | Pomona                             |             | Corvette                                  | Classe Gabbiano                      | 670 t        | 1943                        |             | 1965                | Demolite          |
| F 564                    | Scimitarra                         |             | Corvette                                  | Classe Gabbiano                      | 670 t        | 1943                        |             | 1971                | Demolite          |
| F 579                    | Sfinge                             |             | Corvette                                  | Classe Gabbiano                      | 670 t        | 1943                        |             | 1977                | Demolite          |
| F 565                    | Sibilla                            |             | Corvette                                  | Classe Gabbiano                      | 670 t        | 1943                        |             | 1973                | Demolite          |
| F 570                    | Urania                             |             | Corvette                                  | Classe Gabbiano                      | 670 t        | 1943                        |             | 1971                | Demolite          |
| F 549                    | Bombarda                           |             | Corvette                                  | Classe Gabbiano                      | 670 t        | 1951                        |             | 1978                | Demolite          |
| F 547                    | Crisalide                          |             | Corvette                                  | Classe Gabbiano                      | 670 t        | 1952                        |             | 1972                | Demolite          |
| F 548                    | Farfalla                           |             | Corvette                                  | Classe Gabbiano                      | 670 t        | 1953                        |             | 1971                | Demolite          |
| F 540                    | Antilope                           |             | Corvette                                  | Classe Antilope                      | 775 t        | 1949                        |             | 1958                | Demolite          |
| F 541                    | Gazzella                           |             | Corvette                                  | Classe Antilope                      | 775 t        | 1949                        |             | 1966                | Demolite          |
| F 542                    | Daino                              |             | Corvette                                  | Classe Antilope                      | 775 t        | 1949                        |             | 1964                | Demolite          |
| F 560                    | Alabarda                           |             | Corvette                                  | Unica                                | 990 t        | 1950                        |             | 1968                | Demolite          |
| F 543                    | Albatros                           |             | Corvette                                  | Classe Albatros                      | 895 t        | 1955                        |             | 1986                | Demolite          |
| F 544                    | Alcione                            |             | Corvette                                  | Classe Albatros                      | 895 t        | 1955                        |             | 1992                | Demolite          |
| F 545                    | Airone                             |             | Corvette                                  | Classe Albatros                      | 895 t        | 1955                        |             | 1992                | Demolite          |
| F 542                    | Aquila                             |             | Corvette                                  | Classe Albatros                      | 895 t        | 1961                        |             | 1992                | Demolite          |
| F 598                    | Sentinella                         |             | Corvette                                  | Unica                                | 300 t        | 1956                        |             | 1970                | Demolite          |
| F 597                    | Vedetta                            |             | Corvette                                  | Classe Le Fougueux                   | 402 t        | 1959                        |             | 1978                | Demolite          |
| F 540                    | Pietro De Cristofaro               |             | Corvette                                  | Classe Pietro De Cristofaro          | 835 t        | 1965                        |             | 1994                | Demolite          |
| F 550                    | Salvatore Todaro                   |             | Corvette                                  | Classe Pietro De Cristofaro          | 835 t        | 1966                        |             | 1994                | Demolite          |
| F 541                    | Umberto Grosso                     |             | Corvette                                  | Classe Pietro De Cristofaro          | 835 t        | 1966                        |             | 1994                | Demolite          |
| F 546                    | Licio Visintini                    |             | Corvette                                  | Classe Pietro De Cristofaro          | 835 t        | 1966                        |             | 1994                | Demolite          |
| F 554                    | Sfinge                             |             | Corvette                                  | Classe Minerva                       | 1 285 t      | 1988                        | Augusta     | 2017                | Demolite nel 2024 |
| F 555                    | Driade                             |             | Corvette                                  | Classe Minerva                       | 1 285 t      | 1990                        | Augusta     | 2019                | Demolite nel 2024 |
| F 556                    | Chimera                            |             | Corvette                                  | Classe Minerva                       | 1 285 t      | 1990                        | Augusta     | 2019                | Demolite nel 2024 |
| F 557                    | Fenice                             |             | Corvette                                  | Classe Minerva                       | 1 285 t      | 1991                        | Augusta     | 2017                | Demolite nel 2024 |
| Dragamine                |                                    |             |                                           |                                      |              |                             |             |                     |                   |
| M 5330                   | Giuseppe Cesare Abba               |             | Dragamine                                 | Classe Abba                          | 615 t        | 1915                        |             | 1958                | Demolite          |
| M 5331                   | Giacinto Carini                    |             | Dragamine                                 | Classe Abba                          | 615 t        | 1917                        |             | 1958                | Demolite          |
| M 5333                   | Nicola Fabrizi                     |             | Dragamine                                 | Classe Abba                          | 615 t        | 1918                        |             | 1957                | Demolite          |
| M 5335                   | Antonio Mosto                      |             | Dragamine                                 | Classe Abba                          | 615 t        | 1915                        |             | 1958                | Demolite          |
|                          | Rosolino Pilo                      |             | Dragamine                                 | Classe Abba                          | 615 t        | 1915                        |             | 1954                | Demolite          |
|                          | DV 102                             |             | Dragamine                                 | Classe "DV"                          | 110 t        | 1945                        |             | 1958                | Demolite          |
|                          | DV 103                             |             | Dragamine                                 | Classe "DV"                          | 110 t        | 1945                        |             | 1958                | Demolite          |
|                          | DV 104                             |             | Dragamine                                 | Classe "DV"                          | 110 t        | 1945                        |             | 1959                | Demolite          |
|                          | DV 105                             |             | Dragamine                                 | Classe "DV"                          | 110 t        | 1945                        |             | 1954                | Demolite          |
|                          | DV 113                             |             | Dragamine                                 | Classe "DV"                          | 110 t        | 1945                        |             | 1965                | Demolite          |
|                          | DV 131                             |             | Dragamine                                 | Classe "DV"                          | 110 t        | 1945                        |             | 1959                | Demolite          |
|                          | DV 132                             |             | Dragamine                                 | Classe "DV"                          | 110 t        | 1945                        |             | 1959                | Demolite          |
|                          | DV 133                             |             | Dragamine                                 | Classe "DV"                          | 110 t        | 1945                        |             | 1959                | Demolite          |
|                          | DV 134                             |             | Dragamine                                 | Classe "DV"                          | 110 t        | 1945                        |             | 1959                | Demolite          |
|                          | DV 148                             |             | Dragamine                                 | Classe "DV"                          | 110 t        | 1945                        |             | 1958                | Demolite          |
|                          | DV 149                             |             | Dragamine                                 | Classe "DV"                          | 110 t        | 1945                        |             | 1965                | Demolite          |
| M 5301                   | DR 301                             |             | Dragamine                                 | Classe 300                           | 735 t        | 1946                        |             | 1965                | Demolite          |
| M 5302                   | DR 302                             |             | Dragamine                                 | Classe 300                           | 735 t        | 1946                        |             | 1965                | Demolite          |
| M 5303                   | DR 303                             |             | Dragamine                                 | Classe 300                           | 735 t        | 1946                        |             | 1965                | Demolite          |
| M 5304                   | DR 304                             |             | Dragamine                                 | Classe 300                           | 735 t        | 1946                        |             | 1965                | Demolite          |
| M 5305                   | DR 305                             |             | Dragamine                                 | Classe 300                           | 735 t        | 1946                        |             | 1965                | Demolite          |
| M 5306                   | DR 306                             |             | Dragamine                                 | Classe 300                           | 735 t        | 1946                        |             | 1965                | Demolite          |
| M 5307                   | DR 307                             |             | Dragamine                                 | Classe 300                           | 760 t        | 1946                        |             | 1965                | Demolite          |
| M 5308                   | DR 308                             |             | Dragamine                                 | Classe 300                           | 760 t        | 1946                        |             | 1965                | Demolite          |
| M 5309                   | DR 309                             |             | Dragamine                                 | Classe 300                           | 735 t        | 1946                        |             | 1965                | Demolite          |
| M 5310                   | DR 310                             |             | Dragamine                                 | Classe 300                           | 740 t        | 1946                        |             | 1965                | Demolite          |
| M 5311                   | DR 311                             |             | Dragamine                                 | Classe 300                           | 735 t        | 1946                        |             | 1965                | Demolite          |
| M 5312                   | DR 312                             |             | Dragamine                                 | Classe 300                           | 760 t        | 1946                        |             | 1965                | Demolite          |
| M 5313                   | DR 313                             |             | Dragamine                                 | Classe 300                           | 735 t        | 1946                        |             | 1965                | Demolite          |
| M 5314                   | DR 314                             |             | Dragamine                                 | Classe 300                           | 735 t        | 1946                        |             | 1965                | Demolite          |
| M 5315                   | DR 315                             |             | Dragamine                                 | Classe 300                           | 735 t        | 1946                        |             | 1965                | Demolite          |
| M 5316                   | DR 316                             |             | Dragamine                                 | Classe 300                           | 760 t        | 1946                        |             | 1965                | Demolite          |
| M 5400                   | Anemone                            |             | Dragamine                                 | Classe Fiori                         | 326 t        | 1947                        |             | 1966                | Demolite          |
| M 5401                   | Azalea                             |             | Dragamine                                 | Classe Fiori                         | 326 t        | 1947                        |             | 1967                | Demolite          |
| M 5403                   | Biancospino                        |             | Dragamine                                 | Classe Fiori                         | 326 t        | 1947                        |             | 1966                | Demolite          |
| M 5405                   | Fiordaliso                         |             | Dragamine                                 | Classe Fiori                         | 326 t        | 1947                        |             | 1967                | Demolite          |
| M 5406                   | Gardenia                           |             | Dragamine                                 | Classe Fiori                         | 326 t        | 1947                        |             | 1967                | Demolite          |
| M 5407                   | Geranio                            |             | Dragamine                                 | Classe Fiori                         | 326 t        | 1947                        |             | 1966                | Demolite          |
| M 5408                   | Magnolia                           |             | Dragamine                                 | Classe Fiori                         | 326 t        | 1947                        |             | 1968                | Demolite          |
| M 5409                   | Mughetto                           |             | Dragamine                                 | Classe Fiori                         | 326 t        | 1947                        |             | 1966                | Demolite          |
| M 5410                   | Narciso                            |             | Dragamine                                 | Classe Fiori                         | 326 t        | 1947                        |             | 1966                | Demolite          |
| M 5411                   | Oleandro                           |             | Dragamine                                 | Classe Fiori                         | 326 t        | 1947                        |             | 1966                | Demolite          |
| M 5412                   | Orchidea                           |             | Dragamine                                 | Classe Fiori                         | 326 t        | 1947                        |             | 1966                | Demolite          |
| M 5413                   | Primula                            |             | Dragamine                                 | Classe Fiori                         | 326 t        | 1947                        |             | 1967                | Demolite          |
| M 5414                   | Tulipano                           |             | Dragamine                                 | Classe Fiori                         | 326 t        | 1947                        |             | 1967                | Demolite          |
| M 5415                   | Verbena                            |             | Dragamine                                 | Classe Fiori                         | 326 t        | 1947                        |             | 1967                | Demolite          |
| M 5416                   | Gladiolo                           |             | Dragamine                                 | Classe Fiori                         | 326 t        | 1947                        |             | 1967                | Demolite          |
| M 5501                   | Abete                              |             | Dragamine                                 | Classe Legni                         | 375 t        | 1953                        |             | 1977                | Demolite          |
| M 5502                   | Acacia                             |             | Dragamine                                 | Classe Legni                         | 375 t        | 1953                        |             | 1974                | Demolite          |
| M 5503                   | Betulla                            |             | Dragamine                                 | Classe Legni                         | 375 t        | 1953                        |             | 1974                | Demolite          |
| M 5505                   | Cedro                              |             | Dragamine                                 | Classe Legni                         | 375 t        | 1953                        |             | 1995                | Demolite          |
| M 5506                   | Ciliegio                           |             | Dragamine                                 | Classe Legni                         | 375 t        | 1953                        |             | 1974                | Demolite          |
| M 5507                   | Faggio                             |             | Dragamine                                 | Classe Legni                         | 375 t        | 1953                        |             | 1980                | Demolite          |
| M 5508                   | Frassino                           |             | Dragamine                                 | Classe Legni                         | 375 t        | 1953                        |             | 1996                | Demolite          |
| M 5510                   | Larice                             |             | Dragamine                                 | Classe Legni                         | 375 t        | 1953                        |             | 1988                | Demolite          |
| M 5511                   | Noce                               |             | Dragamine                                 | Classe Legni                         | 375 t        | 1954                        |             | 1983                | Demolite          |
| M 5512                   | Olmo                               |             | Dragamine                                 | Classe Legni                         | 375 t        | 1954                        |             | 1983                | Demolite          |
| M 5513                   | Ontano                             |             | Dragamine                                 | Classe Legni                         | 375 t        | 1954                        |             | 1980                | Demolite          |
| M 5514                   | Pino                               |             | Dragamine                                 | Classe Legni                         | 375 t        | 1954                        |             | 1980                | Demolite          |
| M 5515                   | Pioppo                             |             | Dragamine                                 | Classe Legni                         | 375 t        | 1954                        |             | 1999                | Demolite          |
| M 5516                   | Platano                            |             | Dragamine                                 | Classe Legni                         | 375 t        | 1954                        |             | 1995                | Demolite          |
| M 5517                   | Quercia                            |             | Dragamine                                 | Classe Legni                         | 375 t        | 1954                        |             | 1981                | Demolite          |
| M 5531                   | Agave                              |             | Dragamine                                 | Classe Legni                         | 375 t        | 1955                        |             | 1990                | Demolite          |
| M 5532                   | Alloro                             |             | Dragamine                                 | Classe Legni                         | 375 t        | 1955                        |             | 1990                | Demolite          |
| M 5533                   | Edera                              |             | Dragamine                                 | Classe Legni                         | 375 t        | 1955                        |             | 1990                | Demolite          |
| M 5534                   | Gaggia                             |             | Dragamine                                 | Classe Legni                         | 375 t        | 1955                        |             | 1990                | Demolite          |
| M 5535                   | Gelsomino                          |             | Dragamine                                 | Classe Legni                         | 375 t        | 1955                        |             | 1990                | Demolite          |
| M 5536                   | Giaggiolo                          |             | Dragamine                                 | Classe Legni                         | 375 t        | 1956                        |             | 1990                | Demolite          |
| M 5537                   | Glicine                            |             | Dragamine                                 | Classe Legni                         | 375 t        | 1956                        |             | 1990                | Demolite          |
| M 5538                   | Loto                               |             | Dragamine                                 | Classe Legni                         | 375 t        | 1956                        |             | 1990                | Demolite          |
| M 5539                   | Mirto                              |             | Dragamine                                 | Classe Legni                         | 375 t        | 1954                        |             | 2000                | Demolite          |
| M 5540                   | Timo                               |             | Dragamine                                 | Classe Legni                         | 375 t        | 1955                        |             | 1990                | Demolite          |
| M 5541                   | Trifoglio                          |             | Dragamine                                 | Classe Legni                         | 375 t        | 1955                        |             | 1990                | Demolite          |
| M 5542                   | Vischio                            |             | Dragamine                                 | Classe Legni                         | 375 t        | 1955                        |             | 1990                | Demolite          |
| M 5521                   | Bambù                              |             | Dragamine                                 | Classe Legni                         | 375 t        | 1956                        |             | 1999                | Demolite          |
| M 5522                   | Ebano                              |             | Dragamine                                 | Classe Legni                         | 375 t        | 1956                        |             | 1989                | Demolite          |
| M 5523                   | Mango                              |             | Dragamine                                 | Classe Legni                         | 375 t        | 1956                        |             | 1996                | Demolite          |
| M 5524                   | Mogano                             |             | Dragamine                                 | Classe Legni                         | 375 t        | 1957                        |             | 1998                | Demolite          |
| M 5525                   | Palma                              |             | Dragamine                                 | Classe Legni                         | 375 t        | 1957                        |             | 1999                | Demolite          |
| M 5526                   | Rovere                             |             | Dragamine                                 | Classe Legni                         | 375 t        | 1957                        |             | 1975                | Demolite          |
| M 5527                   | Sandalo                            |             | Dragamine                                 | Classe Legni                         | 375 t        | 1957                        |             | 1988                | Demolite          |
| M 5519                   | Mandorlo                           |             | Dragamine                                 | Classe Legni                         | 375 t        | 1959                        |             | 1993                | Demolite          |
| M 5430                   | Salmone                            |             | Dragamine                                 | Classe Salmone                       | 750 t        | 1956                        |             | 1990                | Demolite          |
| M 5432                   | Sgombro                            |             | Dragamine                                 | Classe Salmone                       | 750 t        | 1956                        |             | 1997                | Demolite          |
| M 5433                   | Squalo                             |             | Dragamine                                 | Classe Salmone                       | 750 t        | 1957                        |             | 2000                | Demolite          |
| M 5431                   | Storione                           |             | Dragamine                                 | Classe Salmone                       | 750 t        | 1957                        |             | 2000                | Demolite          |
| M 5451                   | Arsella                            |             | Dragamine                                 | Classe Aragosta                      | 375 t        | 1957                        |             | 1973                | Demolite          |
| M 5453                   | Attinia                            |             | Dragamine                                 | Classe Aragosta                      | 375 t        | 1957                        |             | 1974                | Demolite          |
| M 5454                   | Calamaro                           |             | Dragamine                                 | Classe Aragosta                      | 375 t        | 1957                        |             | 1975                | Demolite          |
| M 5455                   | Conchiglia                         |             | Dragamine                                 | Classe Aragosta                      | 375 t        | 1957                        |             | 1974                | Demolite          |
| M 5456                   | Dromia                             |             | Dragamine                                 | Classe Aragosta                      | 375 t        | 1957                        |             | 1974                | Demolite          |
| M 5457                   | Gambero                            |             | Dragamine                                 | Classe Aragosta                      | 375 t        | 1957                        |             | 1982                | Demolite          |
| M 5448                   | Granchio                           |             | Dragamine                                 | Classe Aragosta                      | 375 t        | 1957                        |             | 1981                | Demolite          |
| M 5449                   | Mitilo                             |             | Dragamine                                 | Classe Aragosta                      | 375 t        | 1957                        |             | 2017                | Demolite          |
| M 5460                   | Ostrica                            |             | Dragamine                                 | Classe Aragosta                      | 375 t        | 1957                        |             | 1974                | Demolite          |
| M 5461                   | Paguro                             |             | Dragamine                                 | Classe Aragosta                      | 375 t        | 1957                        |             | 1974                | Demolite          |
| M 5462                   | Pinna                              |             | Dragamine                                 | Classe Aragosta                      | 375 t        | 1957                        |             | 1982                | Demolite          |
| M 5465                   | Riccio                             |             | Dragamine                                 | Classe Aragosta                      | 375 t        | 1957                        |             | 1981                | Demolite          |
| M 5467                   | Seppia                             |             | Dragamine                                 | Classe Aragosta                      | 375 t        | 1957                        |             | 1973                | Demolite          |
| M 5468                   | Tellina                            |             | Dragamine                                 | Classe Aragosta                      | 375 t        | 1957                        |             | 1974                | Demolite          |
| M 5469                   | Totano                             |             | Dragamine                                 | Classe Aragosta                      | 375 t        | 1957                        |             | 1974                | Demolite          |
| Navi anfibie             |                                    |             |                                           |                                      |              |                             |             |                     |                   |
| A 5330                   | Vesuvio                            |             | Navi trasporto truppe                     | Classe Vesuvio                       | 4 325 t      | 1955                        |             | 1972                | Demolite          |
| A 5329                   | Stromboli                          |             | Navi trasporto truppe                     | Classe Vesuvio                       | 4 325 t      | 1953                        |             | 1972                | Demolite          |
| L 9870                   | Etna                               |             | Navi da sbarco                            | Uniche                               | 13 910 t     | 1962                        |             | 1977                | Demolite          |
| L 9869                   | Anteo                              |             | Navi da sbarco                            | Uniche                               | 4 080 t      | 1962                        |             | 1973                | Demolite          |
| L 9869                   | Andrea Bafile                      |             | Nave trasporto truppe                     | Uniche                               | 11760 t      | 1962                        |             | 1973                | Demolite          |
| L 9890                   | Grado                              |             | Navi da sbarco                            | Classe Grado                         | 7 823 t      | 1972                        |             | 1992                | Demolite          |
| L 9891                   | Caorle                             |             | Navi da sbarco                            | Classe Grado                         | 7 823 t      | 1972                        |             | 1992                | Demolite          |

## Organizzazione della flotta
Le unità della flotta della Marina Militare sono inquadrate nella Squadra navale alle dipendenze del CINCNAV, il Comando in capo della Squadra navale.
Le unità della Squadra navale, in seguito all'applicazione del nuovo modello di difesa, a partire dal 1º ottobre 1999, erano così inquadrate:
- COMFORAL - Comando forze d'altura;
- COMFORPAT - Comando delle forze da pattugliamento per la sorveglianza e la difesa costiera;
- COMFORSBARC - Comando delle forze anfibie;
- COMFORSUB - Comando forze subacquee;
- COMFORDRAG - Comando forze contromisure mine.
- COMGRUPNAVCOST DIECI
- COMGRUPNAVIT - Comando gruppo navale italiano

Successivamente le unità della flotta, a partire dal 14 ottobre 2013, erano così inquadrate:
- COMFORAL - Comando forze d'altura;
- COMFORPAT - Comando delle forze da pattugliamento per la sorveglianza e la difesa costiera;
- BRIGATA MARINA "SAN MARCO" - Brigata marina "San Marco";
- MARICOSOM - Comando forze subacquee;
- COMFORDRAG/COMFORAUS - Comando forze contromisure mine/comando forze ausiliarie
- COMGRUPNAVCOST DIECI
- COMGRUPNAV1/COMGRUPNAVIT - Comando gruppo navale italiano

Con la riorganizzazione dei comandi le unità della flotta, a partire dal 14 settembre 2014, erano così inquadrate:
- COMGRUPNAV UNO - Comando 1º Gruppo navale;
- COMGRUPNAV DUE - Comando 2º Gruppo navale;
- COMGRUPNAV TRE - Comando 3º Gruppo navale;
- COMFORPAT - Comando delle forze da pattugliamento per la sorveglianza e la difesa costiera;
- COMFORANF - Comando delle forze anfibie;
- MARICOSOM - Comando sommergibili Marina Militare;
- COMFORDRAG/COMFORAUS - Comando forze contromisure mine/comando forze ausiliarie
- COMGRUPNAVCOST DIECI

Con l'ultima riorganizzazione dei comandi le unità della flotta, a partire dal 1º giugno 2016, sono così inquadrate:
- COMDINAV UNO - Comando I Divisione navale;
- COMDINAV DUE - Comando II Divisione navale;
- COMDINAV TRE - Comando III Divisione navale;
- COMFORPAT - Comando delle forze da pattugliamento per la sorveglianza e la difesa costiera;
- COMFORANF - Comando delle forze anfibie;
- MARICOSOM - Comando sommergibili Marina Militare;
- MARICODRAG - Comando forze contromisure mine/comando forze ausiliarie
- COMFLOTAUS- Comando flottiglia unità ausiliarie
- COMGRUPNAVCOST DIECI

Dal CINCNAV dipende anche il Comando delle forze aeree (COMFORAER).

## Galleria d'immagini

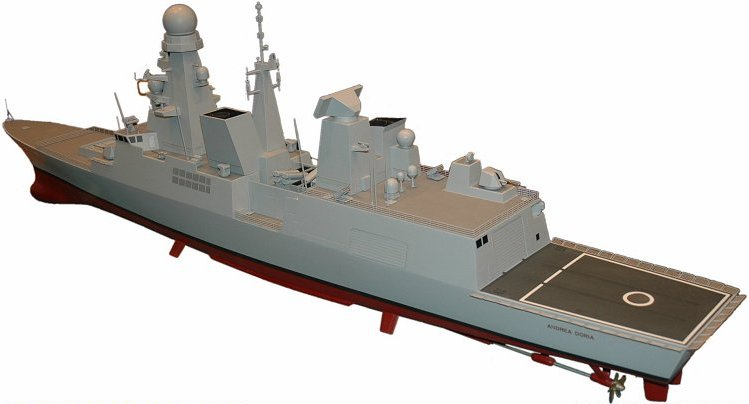
Ricostruzione grafica del cacciatorpediniere antiaereo Andrea Doria